# رهاکردن غیرقانونی زباله

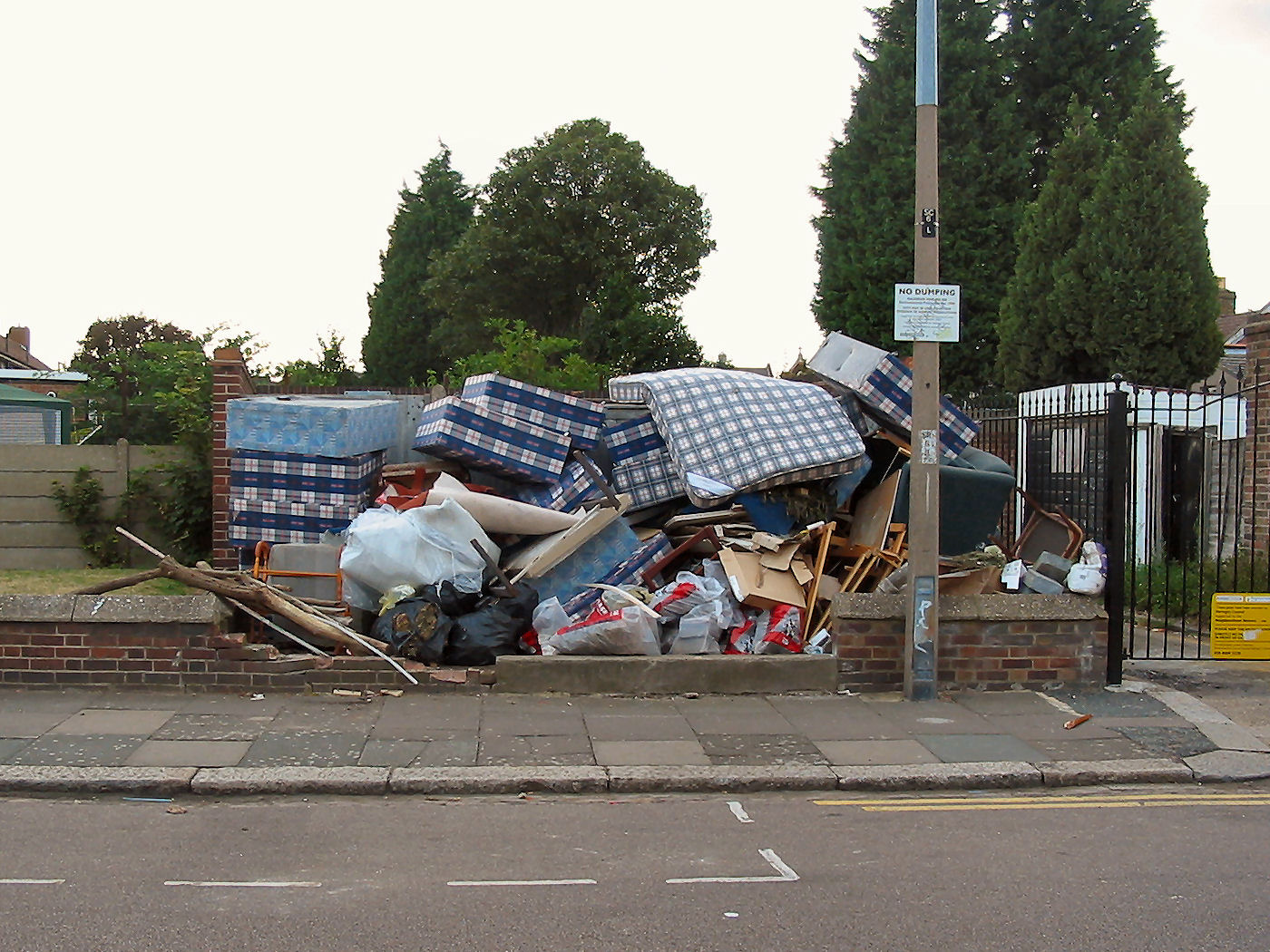
رهاکردن غیرقانونی زباله در لندن، انگلیس

رها کردن غیرقانونی زباله (به انگلیسی: Illegal dumping) رها کردن زباله به صورت غیرقانونی به جای استفاده از روش‌های پذیرفته شده و مجاز مانند جمع‌آوری کنارجدولی یا استفاده از مراکز بازیافت زباله خانگی می‌باشد. رهاکردن غیرقانونی زباله شامل هرگونه تلنبار کردن زباله بر روی زمین، که مجوزی برای پذیرش زباله ندارد می‌شود.

## واژه‌شناسی

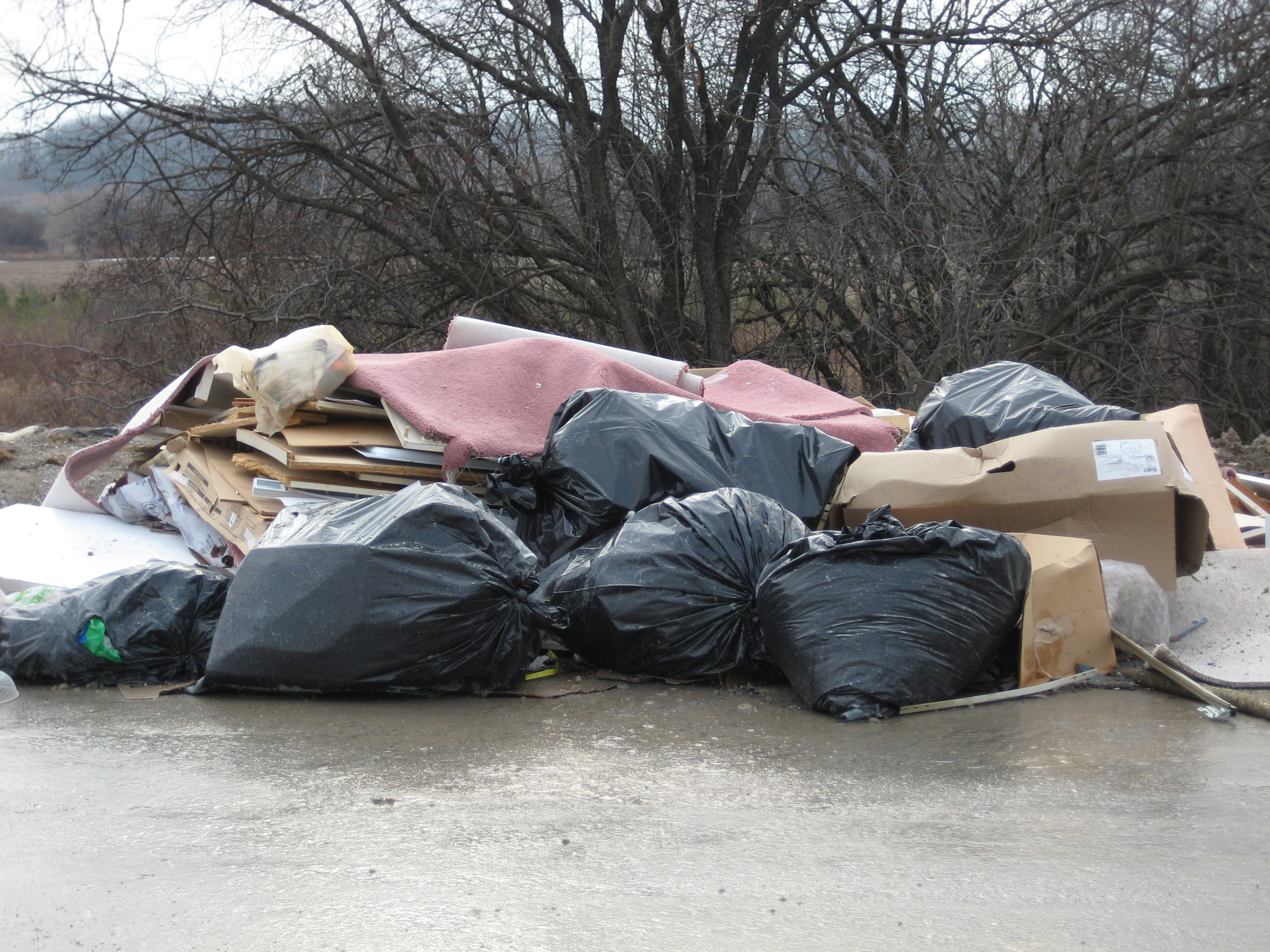
رها کردن غیرقانونی زباله در شمال تورنتو، کانادا

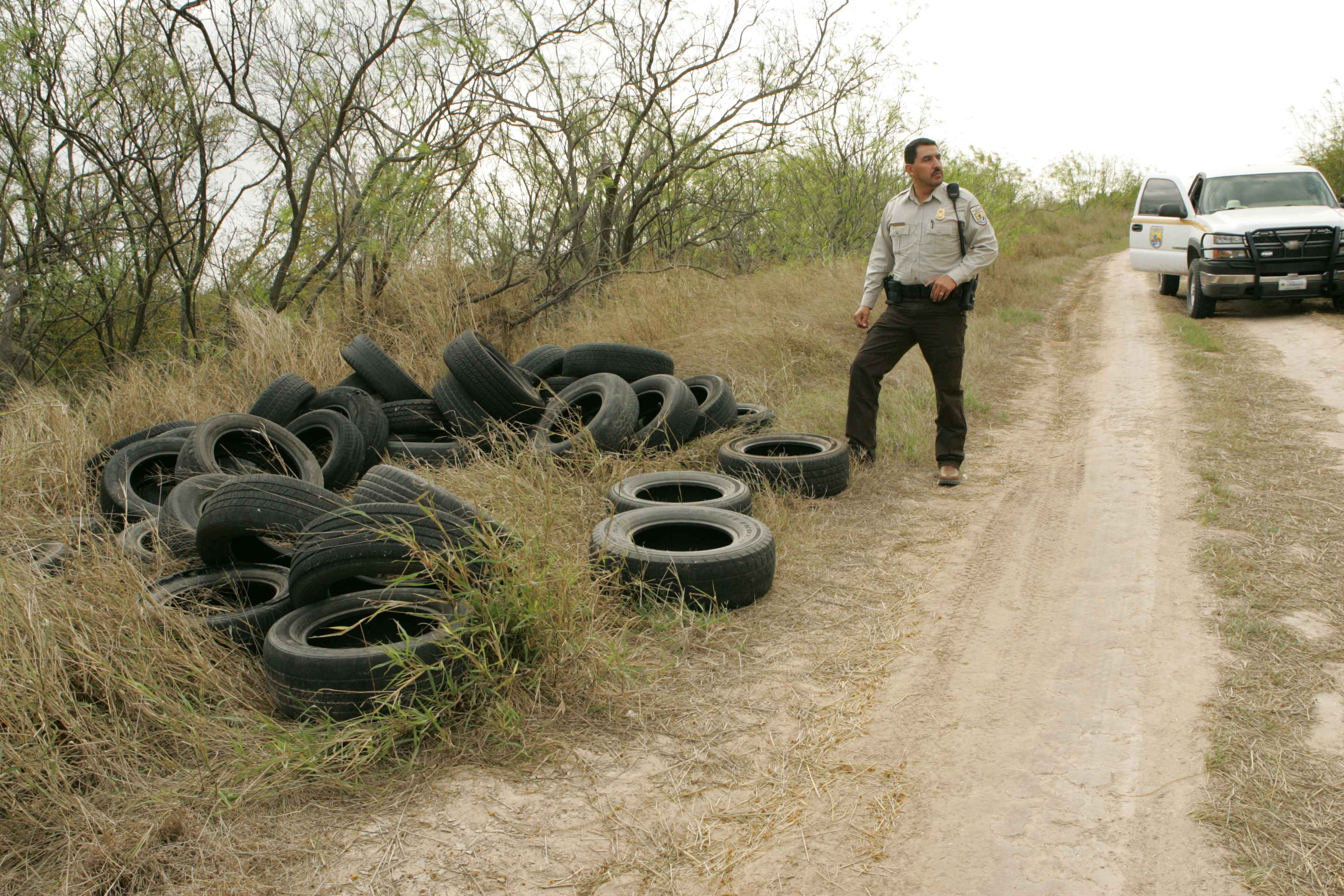
لاستیک‌هایی که به صورت غیرقانونی در کنار جاده رهاشده است

تفاوت رهاکردن غیرقانونی زباله با آشغال ریختن معمولاً در حجم و نوع زباله دور انداخته شده‌است. برای مثال پرت کردن ته سیگار، آشغال ریختن محسوب می‌شود، اما خالی کردن یک سطل زباله در محلی عمومی یا شخصی بدون مجوز، رهاکردن غیرقانونی زباله محسوب می‌شود.

## راه‌های مبارزه با رهاکردن غیرقانونی زباله
راه‌های مبارزه با رهاکردن غیرقانونی زباله در موقعیت‌های مختلف متفاوت است چرا که با توجه به پویایی‌های مختلف جامعه، راه حل‌های متفاوتی وجود دارد. با این حال، رویکردهای مشترک شامل ترکیبی از مواردی از قبیل: ایجاد محدودیت دسترسی به محل‌های دفع غیرقانونی زباله، نظارت، فشار قانونی و افزایش دسترسی به محل‌های قانونی دفع زباله است.

### محدود کردن دسترسی
اکثر افرادی که به صورت غیرقانونی اقدام به رها کردن زباله می‌کنند این کار را در تاریکی شب انجام می‌دهند، نصب چراغ و روشنایی در محل‌هایی که معمولاً در آنها زباله رها می‌شود، می‌تواند به رفع این مشکل کمک کند.

### افزایش نظارت و فشار قانونی
یکی از راه‌های مبارزه با رهاکردن زباله افزایش خطر دستگیری متخلفان است. از متداول‌ترین راه‌های این کار استفاده از دوربین‌های مداربسته است. استفاده از تصاویر ضبط شده علاوه بر کمک به تشخیص هویت متخلفان می‌تواند به تعیین زمان اوج دفع زباله در این محل‌ها کمک کند.

### تأمین جایگزین
معمولاً متخلفان به دنبال صرفه‌جویی در هزینه هستند. شهرها می‌توانند برای کاهش این تخلف به شهروندان خدمات رایگان یا یارانه اختصاص دهند. اگر به علت کمبود بودجه اختصاص یارانه یا خدمات رایگان مقدور نیست شهرداری‌ها باید مطمئن شوند هزینه‌های دفع قانونی زباله برای مردم مقرون به صرفه است. جریمه مالی یا محکومیت به تمیز کردن محیط می‌تواند متخلفان را از ارتکاب به این جرم منصرف کند.

### آموزش
شهرداری‌ها می‌توانند با ایجاد کمپین‌های آموزشی با ارتکاب این جرم مبارزه کنند.

### تمیز کردن زباله‌های رهاشده
طبق قانونی از سازمان حفاظت از محیط زیست ایالات متحده آمریکا، زباله، زباله جدب می‌کند. در نتیجه جمع‌آوری و تمیز کردن زباله‌های موجود در یک مکان می‌تواند به رفع این مشکل کمک کند.